# Sammlung Feoli

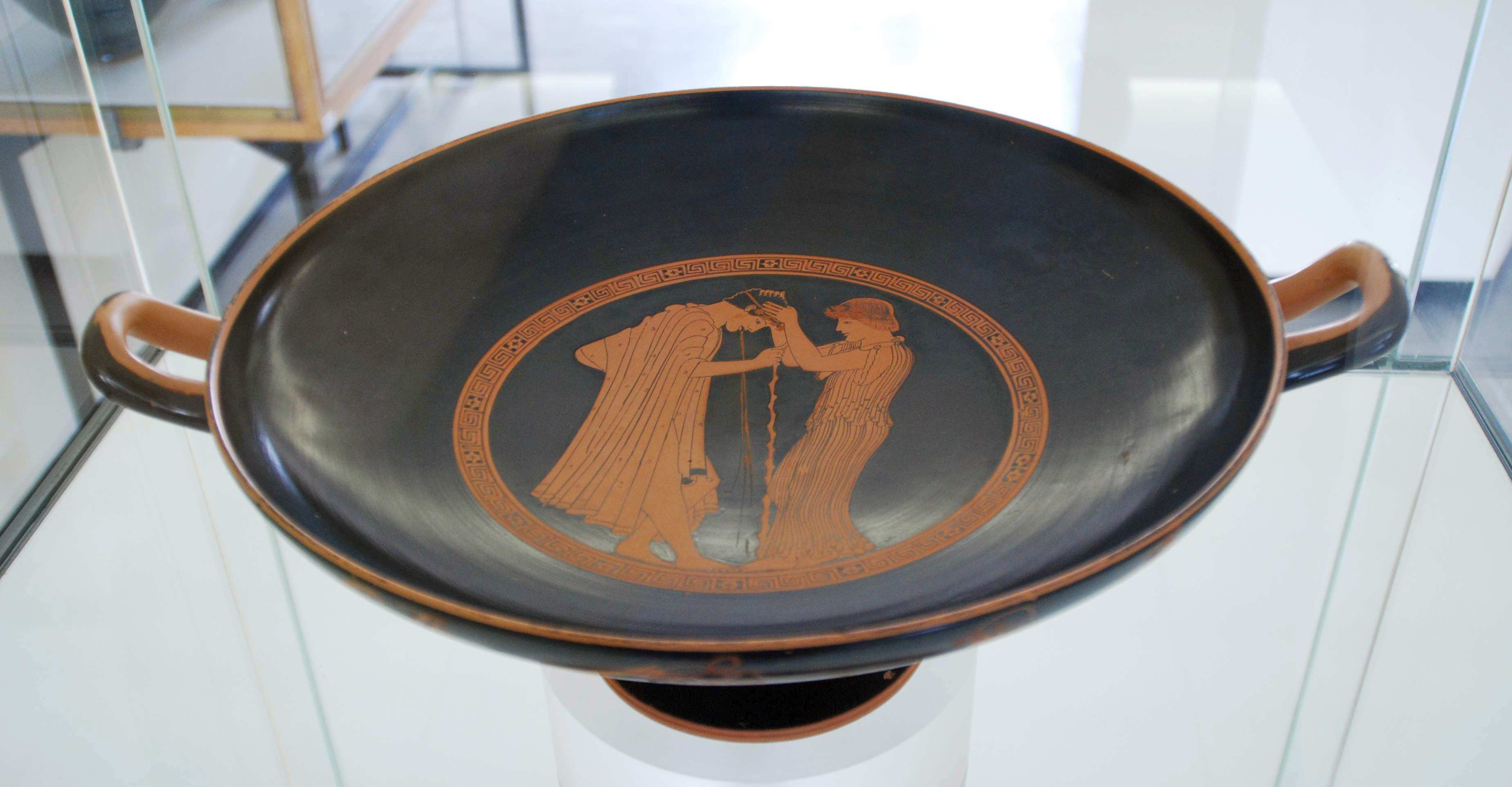
Attische Trinkschale, signiert vom Töpfer Brygos, bemalt vom Brygos-Maler, um 480 v. Chr.; Tondo: Ein junger Symposionsgast übergibt sich, sein Kopf wird dabei von einer blonden Hetäre gehalten.

Die Sammlung Feoli ist eine ehemalige Privatsammlung antiker Kunst, die heute zum größten Teil zur Antikensammlung des Martin von Wagner Museums im Südflügel der Würzburger Residenz gehört.
Agostino Feoli (1785–1856), Bankier in Rom und der Besitzer eines Landgutes, das auf dem Gebiet der Nekropolen (Begräbnisstätte) der antiken etruskischen Stadt Vulci lag, ließ, wie viele andere solcher Grundbesitzer, gezielte Ausgrabungen auf seinem Grund durchführen. Eine sehr erfolgreiche erste Grabungskampagne führte er zwischen 1829 und 1831 durch, eine zweite von 1846 bis 1847. Anders als die meisten anderen Ausgräber verkaufte er die gefundenen Artefakte größtenteils nicht, sondern legte eine eigene Sammlung an, die bis heute nach ihm als Sammlung Feoli bekannt ist.
Die Sammlung wurde zuerst von Eduard Gerhard in seinem Rapporto Vulcente publiziert und 1837 durch den von Secondiano Campanari verfassten Katalog Antichi vasi dipinti della collezione Feoli erschlossen. Einige Stücke verkaufte Feoli, andere tauschte er in späteren Jahren oder erwarb neue Stücke hinzu. Deshalb ist die Herkunft der Stücke, die nicht im Katalog von 1837 aufgeführt wurden, nicht immer sicher. Zeitweise galt die Sammlung als verschollen. Heinrich Brunn fand sie 1865 in Rom wieder und brachte sie zurück ins akademische Bewusstsein.
Die Erben konnten die Sammlung auch nach Feolis Tod zunächst zusammenhalten, 1872 kamen sie allerdings in derartige finanzielle Nöte, dass sie die Sammlung vor allem schnell und nicht zwingend zum Höchstpreis verkaufen mussten. Darauf wurde der Würzburger Altertumsforscher Ludwig von Urlichs durch Vermittlung von Wolfgang Helbig aufmerksam, der zur Osterzeit des Jahres in Rom weilte. Mit Hilfe der damals noch vergleichsweise neuen Telegrafie übermittelte er die Informationen nach Bayern und überzeugte schnell das Bayerische Kultusministerium mit Minister Johann von Lutz und Universitätsreferent Völk an der Spitze, die Sammlung mit Hilfe der Einkünfte aus einem für derartige Fälle vorgesehenen Vermächtnis des Kunstagenten und Malers Johann Martin von Wagner für die Würzburger Sammlung zu erstehen. Schwieriger gestaltete es sich, den Universitätssenat zu überzeugen. Es gab Stimmen, die einen Ankauf für unnötig hielten, da man durch den Nachlass Wagners und einige darauf folgende Ankäufe schon eine bedeutende Sammlung besaß. Andere Kritiker bemängelten, dass es keinen sinnvollen Platz zur Unterbringung gab. Richtigerweise war ursprünglich geplant, mit den Erträgen aus Wagners Erbschaft zunächst Rücklagen zu bilden, die den Bau eines zukünftigen Museums finanzieren sollten. Die entscheidende Sitzung, in der über die mögliche Vergabe der Mittel entschieden werden sollte, fand laut späteren Erzählungen an einem schwül-heißen Nachmittag in den Semesterferien statt. Es soll einzig einer Rede von Felix Dahn zu verdanken sein, dass der Senat sich überzeugen ließ und die entsprechenden Geldmittel zum Erwerb der letzten großen derartigen Sammlung in privater Hand in Italien freigab. Am 7. Mai 1872 wurde der Kaufvertrag unterschrieben, 26.500 Lire wurden für die Sammlung gezahlt. Zunächst hatte von Urlichs die Sammlung durch die Veräußerung der Wertpapiere aus der Mitgift seiner Frau zwischenfinanziert, was diese ihm für den Rest des Lebens übel nahm. Die Verpackung und Überführung der Sammlung nach Würzburg wurde von Urlichs und dessen Schüler Adam Flasch beaufsichtigt. Bis Ende des Jahres hatte Urlichs die Vasen nicht nur in den Räumlichkeiten der Sammlung aufgestellt, sondern auch schon einen Katalog der Sammlung publiziert. Es war für gut 20 Jahre die letzte große Erwerbung der Würzburger Antikensammlung.
Mit der Sammlung Feoli kam die Antikensammlung des Martin von Wagner Museums mit einem Schlag in den Besitz von etwa 480 weiteren, vor allem in den Zeitraum zwischen 530 und 480 v. Chr. zu datierenden, antiken, vornehmlich griechischen aber auch etruskischen Vasen. Mit der Sammlung Feoli als Herzstück beherbergt Würzburg damit heute nach der Antikensammlung Berlin und den Staatlichen Antikensammlungen in München die drittgrößte Vasensammlung in Deutschland. 
Nach einer Vase aus der Sammlung Feoli wurde durch John D. Beazley der etruskische Feoli-Maler mit seinem Notnamen benannt.

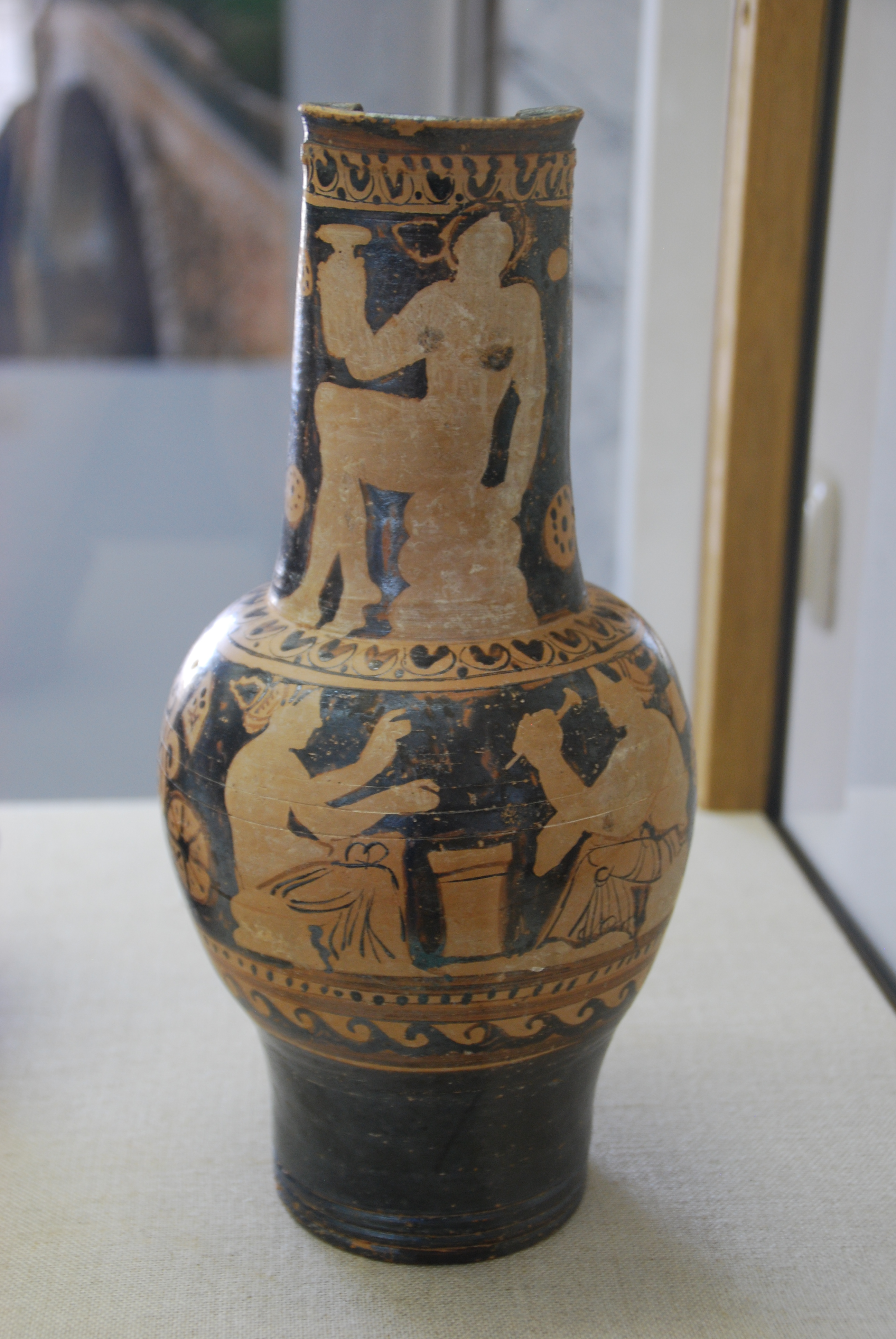
Etruskisch-rotfigurige Schnabelkanne; Bauchbild: Zwei Frauen bei der Wollarbeit. Halsbild: Unbekleidete Frau mit Alabastron in der Hand auf einem Felsen sitzend; um 350/25 v. Chr.
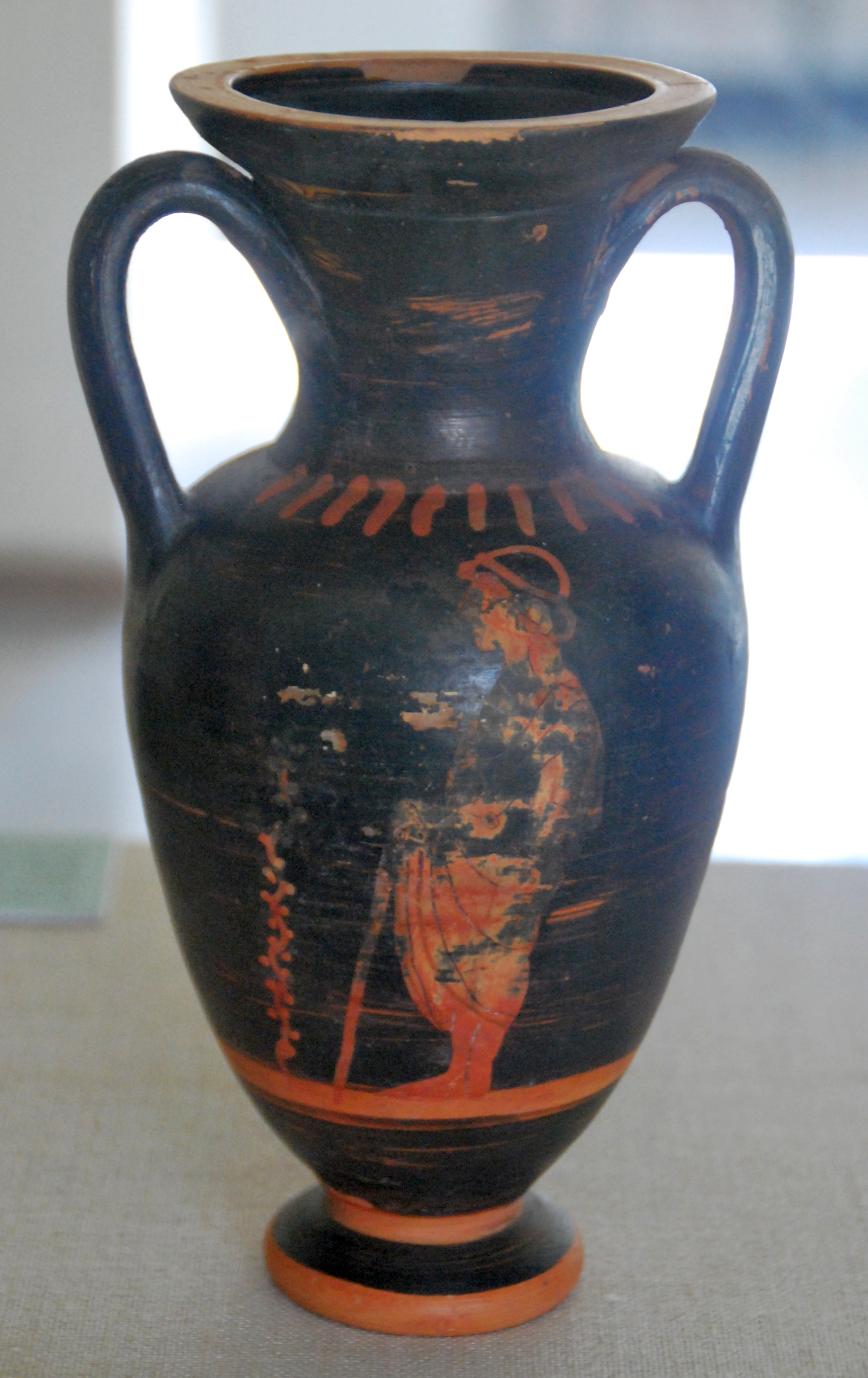
Etruskisch-Pseudo-rotfigurige Amphora der Praxias-Gruppe, die wahrscheinlich ihre Werkstatt in Vulci hatte; auf beiden Seiten je ein Manteljüngling; um 480/50 v. Chr.
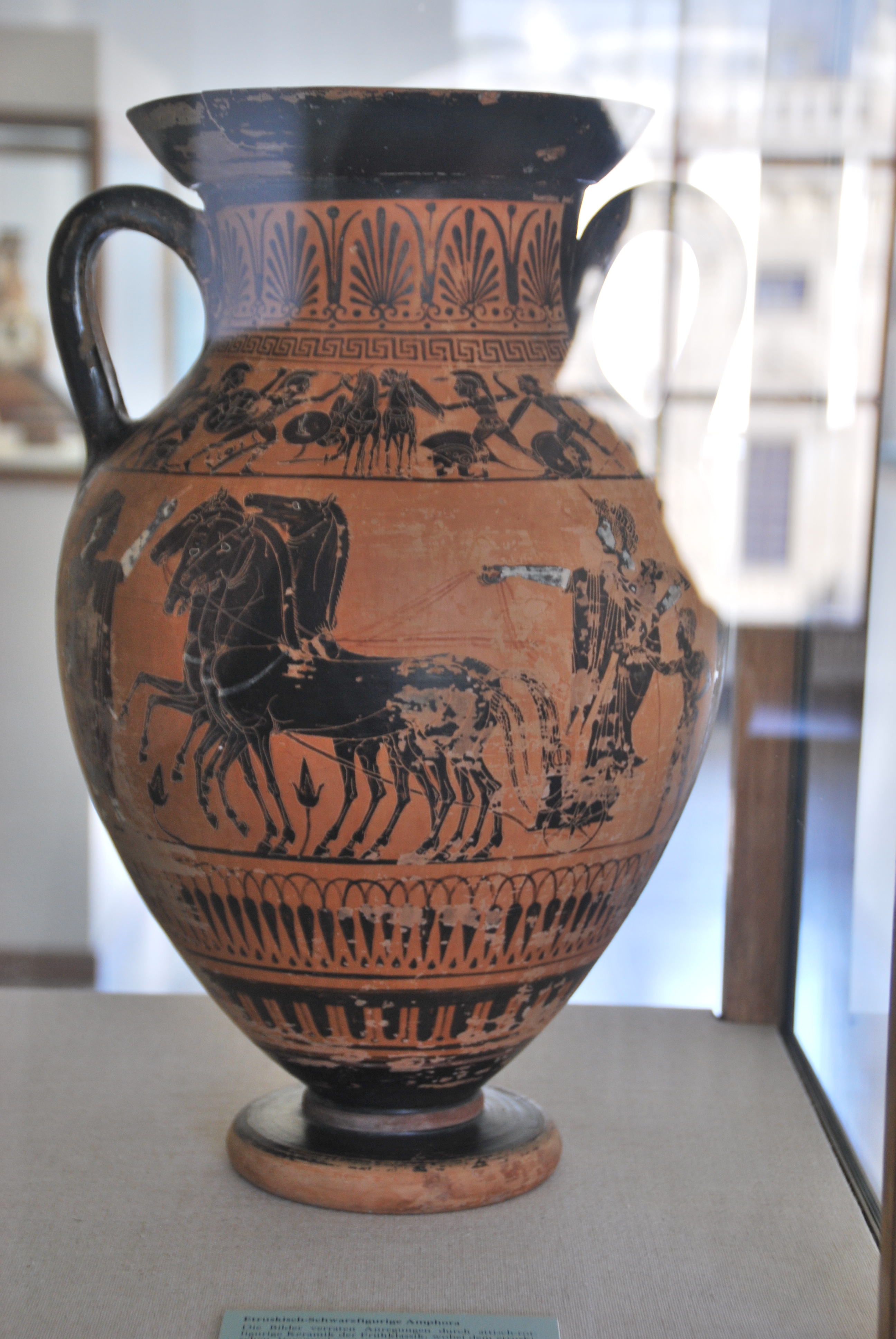
Etruskisch-schwarzfigurige Amphora; Bauchbild: Athene mit Vierergespann, Schulterbild: Aphrodite, als etruskische Turan, wie häufig mit Flügeln dargestellt, legt schützend ihren Mantel über Aeneas; um 470 v. Chr.
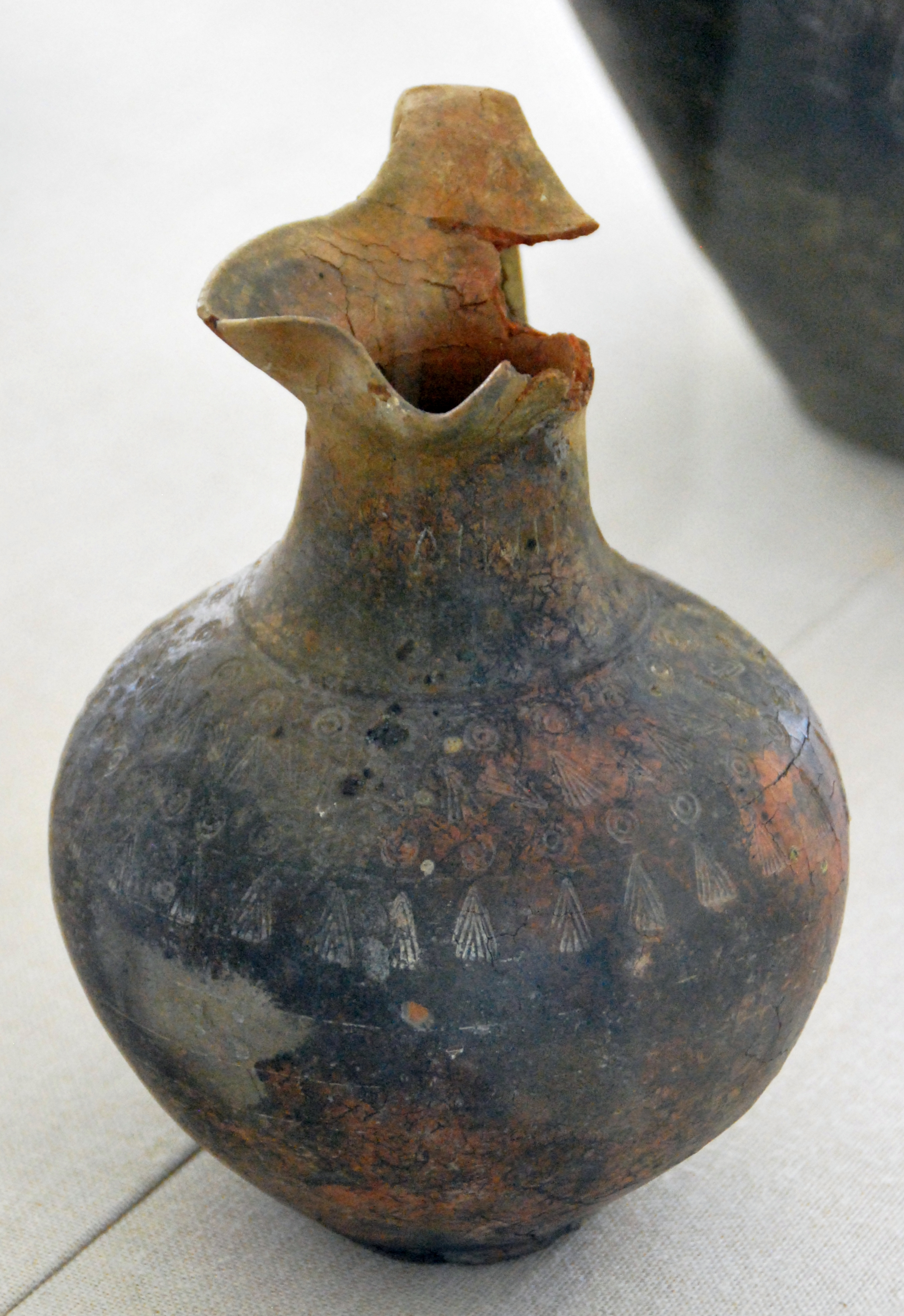
Etruskische Impasto-Kanne mit in griechischen Buchstaben eingeritzter Besitzerinschrift MI HUSTILEIA; um 700/675 v. Chr.; 1945 bei einem Brand hell verbrannt.